# Riera de Postius
La Riera de Postius és una riera que discorre per les comarques del Moianès i Osona. Neix al Puig de les Conques, prop del Collet de la Caseta Alta, passa pels termes municipals de Moià, l'Estany, Muntanyola i Santa Maria d'Oló, de la comarca del Moianès, llevat del tercer, que pertany a la d'Osona. És un afluent de la Riera d'Oló, al seu torn de la Riera Gavarresa que desemboquen al Llobregat.
En el curs de la riera hi ha diverses fonts: la font d'Auró o d'Oró, al terme de l'Estany, i prop del torrent de Casanova de la Vall, la font de Canaleta.

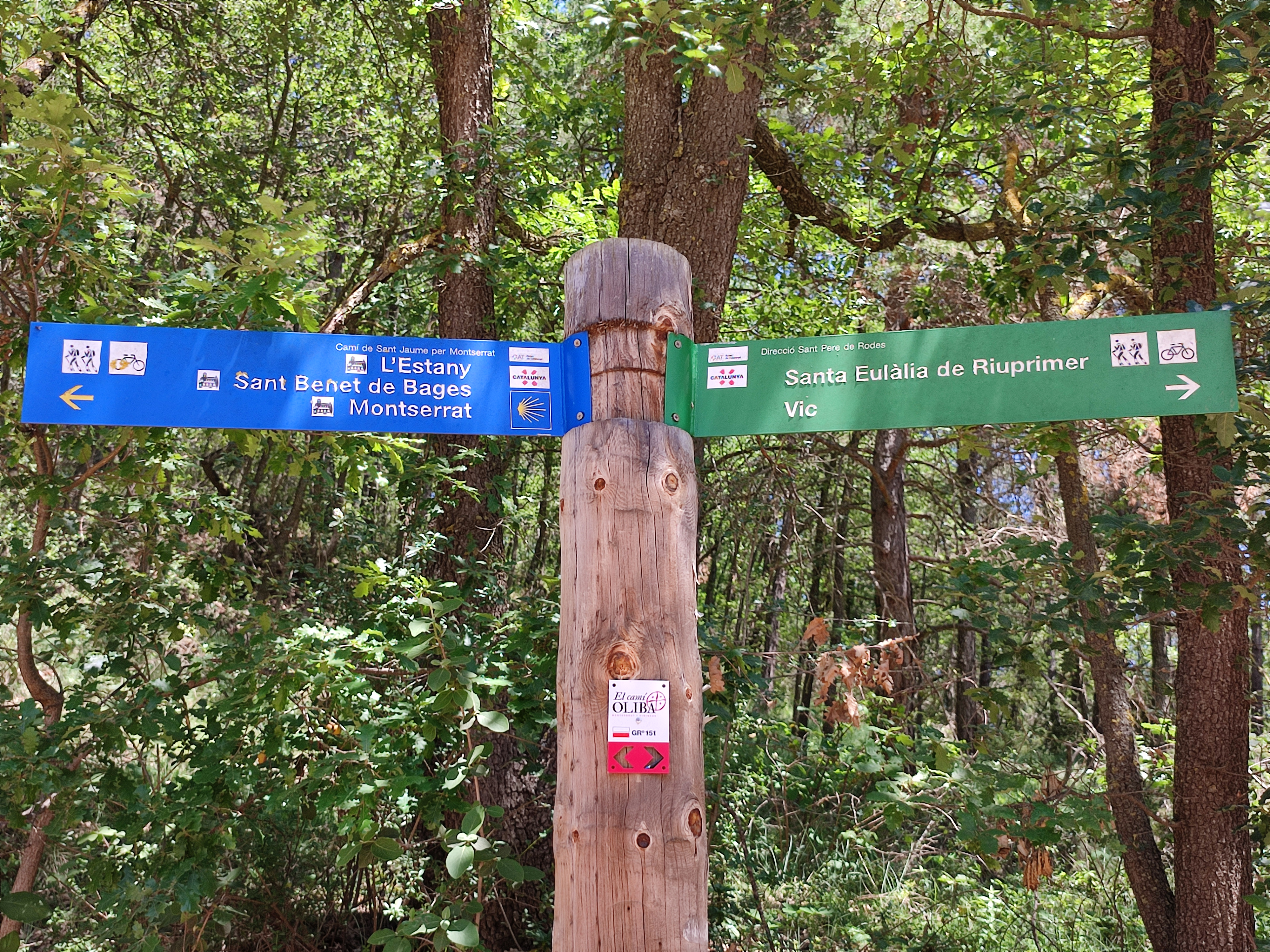
Senyalització del camí de Sant Jaume a la riera de Postius

El Camí de Sant Jaume creua la riera prop de l'Estany.